# Donají (Oaxaca)
Donají es una comunidad en el Municipio de Matías Romero Avendaño en el estado de Oaxaca. Donají está a 77 metros de altitud. 
También llamada "Tolosa Estación Donají" debido a que hasta hace algunos años contaba con estación del Ferrocarril Transístmico.  
A partir del año 2023, gracias a la gestión del presidente Andres Manuel Lopez Obrador, la comunidad vuelve a contar con una estación de ferrocarril gracias al proyecto del Tren Interoceánico, formando parte del proyecto de Polos de Desarrollo del Gobierno Federal.  

## Geografía
Está ubicada a 17° 8' 0.6" latitud norte y 95° 1' 49.44" longitud oeste.

## Población
Según el censo de población de INEGI del 2010: la comunidad cuenta con una población total de 2362 habitantes, de los cuales 1250 son mujeres y 1112 son hombres. Del total de la población 140 personas hablan alguna lengua indígena.

## Ocupación
El total de la población económicamente activa es de 782 habitantes, de los cuales 621 son hombres y 161 son mujeres.